# Фон-Лейк (тауншип, Миннесота)
Фон-Лейк (англ. Fawn Lake) — тауншип в округе Тодд, Миннесота, США. На 2000 год его население составило 440 человек.

## География
По данным Бюро переписи населения США площадь тауншипа составляет 92,5 км², из которых 88,1 км² занимает суша, а 4,4 км² — вода (4,79 %).

## Демография
По данным переписи населения 2000 года здесь находились 440 человек, 174 домохозяйства и 128 семей.  Плотность населения —  5,0 чел./км².  На территории тауншипа расположено 225 построек со средней плотностью 2,6 построек на один квадратный километр. Расовый состав населения: 96,59 % белых, 0,23 % афроамериканцев, 0,23 % азиатов, 0,23 % c Тихоокеанских островов, 1,14 % — других рас США и 1,59 % приходится на две или более других рас. Испанцы или латиноамериканцы любой расы составляли 2,05 % от популяции тауншипа.
Из 174 домохозяйств в 28,7 % воспитывались дети до 18 лет, в 59,8 % проживали супружеские пары, в 8,0 % проживали незамужние женщины и в 26,4 % домохозяйств проживали несемейные люди. 22,4 % домохозяйств состояли из одного человека, при том 5,7 % из — одиноких пожилых людей старше 65 лет. Средний размер домохозяйства — 2,53, а семьи — 2,93 человека.
25,0 % населения младше 18 лет, 7,0 % в возрасте от 18 до 24 лет, 27,7 % от 25 до 44, 25,0 % от 45 до 64 и 15,2 % старше 65 лет. Средний возраст — 39 лет. На каждые 100 женщин приходилось 104,7 мужчин.  На каждые 100 женщин старше 18 приходилось 108,9 мужчин.
Средний годовой доход домохозяйства составлял 33 646 долларов, а средний годовой доход семьи —  45 469 долларов. Средний доход мужчин —  30 000  долларов, в то время как у женщин — 16 875. Доход на душу населения составил 15 559 долларов. За чертой бедности находились 5,9 % семей и 10,9 % всего населения тауншипа, из которых 12,7 % младше 18 и 10,3 % старше 65 лет.